# Euchone pallida
Euchone pallida är en ringmaskart som beskrevs av Ehlers 1908. Euchone pallida ingår i släktet Euchone och familjen Sabellidae.
Artens utbredningsområde är havet kring Nya Zeeland. Inga underarter finns listade i Catalogue of Life.